# Bazylian (Petrović)
Bazylian, imię świeckie Vasilije Petrović (ur. 14 stycznia 1820 w Temeszwarze, zm. 17/18 stycznia 1891 w Nowym Sadzie) – serbski biskup prawosławny.

## Życiorys
Ukończył gimnazjum w rodzinnym Temeszwarze, następnie studiował w Budapeszcie prawo i filozofię. Następnie ukończył seminarium duchowne w Sremskich Karlovcach. Podczas nauki złożył wieczyste śluby mnisze i został pracownikiem konsystorza w Temeszwarze. W 1866 został mianowany archimandrytą i przełożonym monasteru Hopovo. Następnie przeszedł do monasteru Beočin i tam również kierował wspólnotą.
W 1882, po wyborze biskupa backiego Germana na patriarchę serbskiego (karłowickiego) archimandryta Bazylian został administratorem wakującej eparchii, zaś 12 lipca 1882 został wyświęcony na biskupa i mianowany jej ordynariuszem. Po śmierci Germana w 1888 został administratorem metropolii karłowickiej. W roku następnym przypadała 500. rocznica bitwy na Kosowym Polu; władze węgierskie zabroniły zorganizowania uroczystych obchodów. Mimo to serbskie duchowieństwo zorganizowało uroczystości w monasterze Vrdnik. Biskup Bazylian nie wziął w nich udziału, by nie przekreślić swoich szans na wybór na patriarchę serbskiego, który musiał być potwierdzony przez cesarza. Decyzja ta spotkała się z negatywnym odbiorem austro-węgierskich Serbów. Na nowego patriarchę wybrano w 1880 dotychczasowego biskupa temeszwarskiego Jerzego. Biskup Bazylian zmarł rok później.